# Florian Rousseau
Pour les articles homonymes, voir Rousseau.
Florian Rousseau, né le 3 février 1974 à Orléans, est un cycliste et entraineur français, spécialiste des disciplines du sprint sur piste.
D'abord spécialiste du kilomètre contre-la-montre (champion du monde en 1993 et 1994, champion olympique à Atlanta en 1996), il s'est ensuite tourné vers les épreuves de la vitesse, avec la même réussite : trois titres mondiaux individuels en 1996, 1997, 1998, cinq par équipes, de 1997 à 2001 et un titre olympique par équipes en 2000. Il décroche également en 2000 un troisième titre olympique sur le keirin à Sydney.
Jusqu'en mars 2013, il est entraîneur national, responsable du pôle France « sprint » à l'INSEP à Paris. Il fait ensuite partie de l'organisation des Jeux olympiques de Paris 2024, puis devient directeur de la très haute performance de la Fédération française d'athlétisme. En 2021, il est nommé directeur du programme olympique à la Fédération française de cyclisme.

## Son parcours
Après une médaille d'or à Atlanta au kilomètre en 1996, Florian Rousseau abandonne l'épreuve du kilomètre pour se consacrer exclusivement à la vitesse individuelle. Entraîné par Gérard Quintyn, il gagne les championnats du monde de 1996 à 1998.
Florian Rousseau est entraîneur piste sprint et pôle France piste sprint à l'Institut national du sport, de l'expertise et de la performance, jusqu'en mars 2013 où il remet sa démission. En février 2015, il est nommé en tant que chargé de mission à l'INSEP, pour préparer la participation des athlètes français aux Jeux olympiques d'été de 2016 à Rio de Janeiro.
À partir d'avril 2018, il fait partie de la commission des athlètes, une instance de dix-huit sportifs présidée par Martin Fourcade travaillant à la préparation concrète des Jeux olympiques et paralympiques de 2024.
Dans sa ville natale de Patay la salle de sport polyvalente est nommée en honneur Stade Florian Rousseau.
Il commente sur France Télévisions les championnats du monde de cyclisme sur piste 2017, puis les épreuves de cyclisme sur piste des Championnats sportifs européens 2018 avec Nicolas Geay. En décembre 2019, il est chargé du très haut niveau au sein de la Fédération française d'athlétisme. En septembre 2021, il quitte son poste et deux mois plus tard, il fait son retour à la Fédération française de cyclisme où il est nommé directeur du programme olympique dans la perspective des Jeux olympiques de Paris en 2024.

## Palmarès sur piste

### Jeux olympiques
- Atlanta 1996
  -  Champion olympique du kilomètre[7]
  - 8e de la vitesse individuelle

- Sydney 2000
  -  Champion olympique du keirin
  -  Champion olympique de vitesse par équipes (avec Laurent Gané et Arnaud Tournant)
  -  Médaillé d'argent de la vitesse individuelle

### Championnats du monde
| Édition / Épreuve | Kilomètre | Keirin | Vitesse individuelle | Vitesse par équipes                             |
| Hamar 1993        | Or        |        | 8e                   |                                                 |
| Palerme 1994      | Or        |        |                      |                                                 |
| Bogotá 1995       | Argent    |        |                      | Argent                                          |
| Manchester 1996   |           |        | Or                   | Bronze                                          |
| Perth 1997        |           |        | Or                   | Or (avec Vincent Le Quellec et Arnaud Tournant) |
| Bordeaux 1998     |           |        | Or                   | Or (avec Vincent Le Quellec et Arnaud Tournant) |
| Berlin 1999       |           |        | Bronze               | Or (avec Laurent Gané et Arnaud Tournant)       |
| Manchester 2000   |           |        |                      | Or (avec Laurent Gané et Arnaud Tournant)       |
| Anvers 2001       |           | 6e     | Bronze               | Or (avec Laurent Gané et Arnaud Tournant)       |
| Ballerup 2002     |           |        | Bronze               |                                                 |
| Melbourne 2004    |           | 12e    |                      |                                                 |

### Championnats du monde juniors
- 1992
  -  Champion du monde du kilomètre juniors
  -  Médaillé de bronze de la vitesse individuelle

### Championnats de France
- 1993
  -  Champion de France du kilomètre
  - 2e de la vitesse
- 1994
  -  Champion de France du kilomètre
  - 2e de la vitesse
- 1995
  -  Champion de France de vitesse individuelle
  -  Champion de France du kilomètre
- 1996
  -  Champion de France de vitesse individuelle
  -  Champion de France du kilomètre
- 1997
  -  Champion de France de vitesse individuelle
- 1998
  -  Champion de France de vitesse individuelle
  -  Champion de France du keirin
- 2000
  -  Champion de France de vitesse individuelle
  - 2e du keirin
- 2001
  - 2e de la vitesse individuelle
  - 3e du keirin
- 2002
  - 3e de la vitesse individuelle

### Open des Nations
- De 1993 à 2002, remporté à dix reprises consécutives (tournoi sur piste, par équipes nationales)

## Distinctions et récompenses
- Chevalier de la Légion d'honneur
- Officier de l'ordre national du Mérite
- Médaille de la jeunesse, des sports et de l'engagement associatif, or
- Médaille du comité d'Île-de-France de la fédération française de cyclisme : 1991
- Vélo d'or français : 1993, 1996 et 1998
- Diplôme d'Honneur de l'Académie des sports : 1992
- Prix François Lafon de l'Académie des sports : 1993 (meilleur espoir sportif de l'année)
- Troisième au trophée du Champion des champions français décerné par L'Équipe en 1996